# Modern Lengyelország Alapítvány

A Fundacja Nowoczesna Polska - magyarul: Modern Lengyelország Alapítvány egy az információ technológia megértését és használatát legfőképpen az oktatás területén népszerűsítő lengyel alapítvány. Az általa készített művészi és más kulturális tartalmakból kezdettől több hozzájárulást tett a Wikimédia Commonson. 

## Története
Az alapítvány 2001-ben jött létre, 2004-től működik a jelenlegi formájában, non-profitként. Első nagy, nyilvános rendezvénye 2007-ben a Public Domain Nap volt. 2008-ban alapító tagja volt a lengyel Koalicji Otwartej Edukacji - Nyílt Oktatásért Koalíció - KOEd - szervezetnek. Az alapítvány egyik legismertebb tevékenysége az évről évre megrendezett globális CopyCamp konferencia Varsóban.
Az alapítvány elnöke 2007 óta Jaroslaw Lipszyc költő.

## Projektek
Egyebek mellett az Alapítvány három legnagyobb projektje, a Szabad Olvasásért, a Kulturális Jogok - benne az éves nemzetközi CopyCamp konferencia és a Történelem és Média projektek. Valamennyi projektben dolgoznak önkéntesek.

### A Szabad Olvasásért
A Szabad Olvasásért projekt legfontosabb terméke a 2007-ben a lengyel oktatási minisztériummal létrehozott Digitális Könyvtár a lengyel oktatási minisztérium ajánlásával, mely először főleg public domain iskolai olvasmányokat gyűjtötte. A projektet emellett még a Lengyel Nemzeti Könyvtár, a Sziléziai Könyvtár, az Elbląska Könyvtár, a lengyel Kulturális és Nemzeti Örökség Minisztérium és a Lengyel Írók Egyesülete alapította.
2009-ben már havi 100.000 felhasználója volt.

### Kulturális Jogok
A Kulturális Jogok projekt alapja a különféle módokon megtörténő folyamatos ismeretterjesztés. Az alapítvány kiadványokat is készít valamint lengyelre fordít.

#### CopyCamp
2012 óta Lengyelországban az Alapítvány rendezi a nemzetközi CopyCamp konferenciát a copyright-korlátozások szabályozásának jövőjéről. A konferencia fővendége 2013-ban Eben Moglen volt, 2014-ben a művészek részéről Cory Doctorow világhírű író és Birgitta Jónsdóttir költő, parlamenti képviselő, a Remény Könyve szerkesztője, WikiLeaks alapító.
A 2013-as konferenciáról követő kiadványok is jelentek meg. 2014-től a lengyel CopyCamp konferencia már két napossá bővült.

#### Copyspeak.org
A projekt egyik terméke a Copyspeak.org is. Az alapítvány az copyright-korlátozásokról szóló angol nyelvű közbeszédet elemzi.
A projekt szótárat készít. A legfontosabb 52 kifejezés, elolvasható a weblapon, ebből egy kártyacsomag is készült.
A kifejezések 2014-ben:
- author, authorized, censorship, community, copyleft, culture, derivative, free, freedom, information, infringement, license, monopoly, peer to peer, plagiarism, public domain, remix, sharing, user, work

- access, audience, commercial use, commons, fair, limitations, orphan works, permission

- allow, artist, commercial scale, consumer, content, control, copyright, creator, DRM, exceptions, flexibilitie, incentive, intellectual property, investment, legal, monetization, open, original, ownership, piracy, protection, special bond, theft, user-generated content

### Történelem és média
A projekt a történelem és örökség megjelenésére összpontosít a digitális kultúrában. Ennek érdekében az alapítvány átfogó weblapot hozott létre.

## Fordítás
- Ez a szócikk részben vagy egészben  a   Fundacja Nowoczesna Polska című lengyel Wikipédia-szócikk fordításán alapul.  Az eredeti cikk szerkesztőit annak laptörténete sorolja fel. Ez a jelzés csupán a megfogalmazás eredetét és a szerzői jogokat jelzi, nem szolgál a cikkben szereplő információk forrásmegjelöléseként.

## Külső hivatkozások
- Az alapítvány hivatalos weblapja
- Projektek:
  - A Szabad Olvasásért program weblapja
  - A Kulturális Jogok program dedikált lengyel weblapja
  - A Történelem és Média program dedikált lengyel weblapja
  - Digitális Jövő program
- 2012 A CopyCamp 2012 szabad felvételeinek elsőközlése[halott link]
- A CopyCamp 2013 szabad felvételeinek elsőközlése